# Duke Energy Center

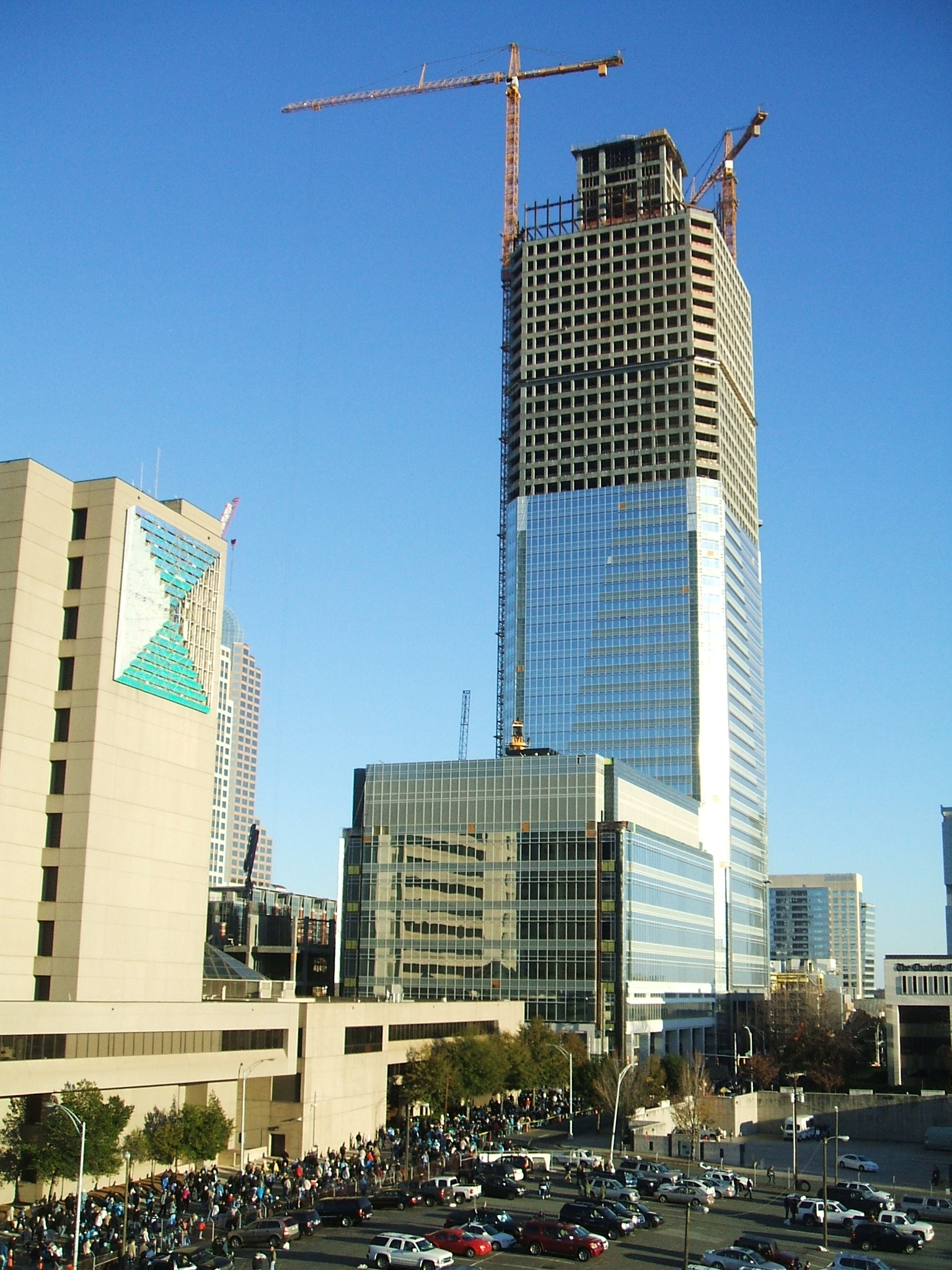
Le Duke Energy Center en construction, novembre 2008.

Le Duke Energy Center est un gratte-ciel situé à Charlotte, il mesure 240 mètres pour 48 étages.